# Fran Lareu
Fran Lareu (Lalín, España; 10 de octubre de 1983) es un actor español conocido principalmente por su participación en series como Fariña o A estiba.

## Trayectoria
Lareu ha trabajado como actor en numerosas obras de teatro, formando parte de compañías como Teatro da Ramboia, IlMaquinario Teatro (de la que fue cofundador), Viravolta, Sarabela Teatro, Elefante Elegante y el Centro Dramático Gallego. Estuvo nominado al Premio María Casares al Mejor Actor Protagonista en varias ocasiones por su participación en las obras de ilMaquinario Teatro.
En televisión empezó como presentador en Canal Deza y tuvo una aparición episódica en Rías Baixas, de Televisión de Galicia. Años más tarde interpretó a Iván en la serie de El faro, durante más de 200 episodios, desde la tercera temporada hasta el final de la serie, en 2016, e interpretó a Lisardo en la serie Fontealba de TVG, durante las dos primeras temporadas. Ese mismo año tuvo un pequeño papel en la película María (y los demás), de Nely Reguera.
En 2018 trabajó en la serie Fariña, para Antena 3 interpretando a Oli, uno de los componentes de la ROS, junto a Sito Miñanco y Roque. Interpretó el papel de Manuel Murguía para el telefilm gallego Contou Rosalía y además participó en las temporadas 7 y 8 de Serramoura.
En 2019 interpretó a Ramiro en la serie A estiba, lo que le valió una nominación al premio Mestre Mateo como Mejor Interpretación Masculina de Reparto. En 2020 participó en la serie Vivir sin permiso de Telecinco, en el papel de Federico.

## Filmografía

### Televisión
- Rías Baixas. Episódico.
- O Faro (2014-2016). Temporadas 3, 4, 5, 6 y 7. Como Iván.
- Fontealba (2016). Temporadas 1 y 2. Como Lisardo.
- Contou Rosalía (2018). Como Manuel Murguía.
- Serramoura (2018). Temporadas 7 y 8. Como Ezequiel.
- Fariña  (2018). Como Oli.
- A estiba (2019). Como Ramiro.
- Vivir sin permiso (2020). Como Federico.
- Estoy vivo (2021). Como Julio Moya

### Largometrajes
- María (y los demás), como Rafa. Dir. Nely Reguera (2016)
- María Solinha, como Gustavo. Dir. Ignacio Vilar (2020)
- Tres, como Pablo. Dir. Juanjo Giménez (2021)
- Código Emperador, como Chema. Dir. Jorge Coira (2022)

### Cortometrajes
- TAGLINE, de Ángel Manzano. Corvus Belli.
- Burbujas, de Rubén Lino. Fundación Carlos Casares TV.
- Alzheimer, de Álex Sampayo. Ciudadano Frame.

### Teatro
- A Lingua das Bolboretas, de Sarabela Teatro. Dir. Gonçalo Guerreiro.
- O meu mundo non é deste reino, de Teatro da Ramboia. Dir. María Peinado.
- Crónicas do paraíso, de Sarabela Teatro. Dir. Gonçalo Guerreiro.
- Animal sagrado, de Aporia Escénica. Dir. Diana Mera.
- Resaca, de ilMaquinario Teatro. Dir: Tito Asorey.
- Perplexo, de ilMaquinario Teatro. Dir: Tito Asorey.
- As laranxas máis laranxas de todas as laranxas, do Centro Dramático Galego. Dir. José Caldas.
- O home almofada, de ilMaquinario Teatro. Dir. Tito Asorey.
- A casa do rato, de Viravolta.
- O forno, de Elefante Elegante.
- Os tres porquiños, de Viravolta.
- O frautista de Hammelin, de Viravolta.
- Hansel e Gretel, de Seisdedos y Pentafonía.
- Varietés, de Seisdedos
- Dueto de fío, de Seisdedos
- O Cego dos monifates, de Seisdedos
- A familia Nolfini, de Boneca Lareta
- A Patrulla Tola, de Nadrovia Producciones
- Lela anda en bicicleta, de Navia de Espectáculos
- Zampón, o Lambón, de Fantoches Baj
- Zuco, zaca e zico. Perigo, de Zancalino Produs
- A lenda do conde santo, de Teatro da Gavela
- Titiriteiros, de Viravolta
- Unha de piratas, de Viravolta
- Cabezudos, de Viravolta
- A Torre do Trebón, de Viravolta
- Histerias da Historia, de Teatro Secundario
- Radioquia, de Teatro Secundario
- O príncipe de Velasvir, de Teatro Secundario

## Premios y nominaciones

#### Premio Mestre Mateo
| Año  | Categoría                                 | Trabajo nominado | Resultado | Ref.  |
| ---- | ----------------------------------------- | ---------------- | --------- | ----- |
| 2020 | Mejor Interpretación Masculina de Reparto | A estiba         | Nominado  | [ 6 ] |

#### Premios María Casares
| Año  | Categoría                | Trabajo nominado        | Resultado | Ref.  |
| ---- | ------------------------ | ----------------------- | --------- | ----- |
| 2021 | Mejor Actor Secundario   | A Lingua das Bolboretas | Ganador   |       |
| 2018 | Mejor Actor Protagonista | Resaca                  | Nominado  | [ 7 ] |
| 2015 | Mejor Actor Protagonista | Perplejo                | Nominado  | [ 8 ] |
| 2014 | Mejor Actor Protagonista | El Hombre Almohada      | Nominado  | [ 9 ] |